# موش کیسه‌دار استوایی
 موش کیسه‌دار استوایی (نام علمی: Antechinus adustus) نام یک گونه از سرده موش‌های کیسه‌دار پاپهن است.